# Jetzt oder morgen
Jetzt oder morgen ist ein österreichischer Dokumentarfilm unter der Regie von Lisa Weber. Der Film feierte im Februar 2020 auf der Berlinale Weltpremiere in der Sektion Panorama Dokumente.

## Handlung
Claudia hat ihren Sohn Daniel bekommen, als sie fünfzehn war. Daniel war bisher Claudias Entschuldigung dafür, die Schule nicht abzuschließen und sich auch keine Arbeit zu suchen. Die beiden leben jetzt mit Claudias Bruder und Mutter in einer Sozialwohnung in Wien. Nicht nur, dass sie alle keinen Job haben. Was ihnen wirklich fehlt, ist eine Perspektive. Claudia bleibt passiv, hat Angst vor der Verantwortung für lebensbestimmende Entscheidungen und weicht ihnen aus. Ihre Luftschlösser sind fern der Realität. Sie steht am Scheideweg: weiter dem Leben aus dem Weg gehen oder seine Herausforderungen bejahen und endlich erwachsen werden.
Der Film zeigt, was passiert, wenn scheinbar nichts passiert. Die Regisseurin Lisa Weber war über drei Jahre an der Seite von Claudia und ihrer Familie. Der Film ist eine Einladung an das Publikum, hinter die Fassaden der Reality-Shows zu schauen und Einblicke in das wirkliche Leben zu bekommen, die uns zum Lachen bringen, schockieren und tief bewegen.

## Produktion
Die Konzeption des Filmes stammt von Lisa Weber und Roland Stöttinger. Lisa Weber führt auch Regie. Kamerafrau war Carolina Steinbrecher. Produziert wurde der Film von Rudolf Takacs (Takasc Filmproduction) in Koproduktion mit der Ulrich Seidl Film Produktion. Der ORF sagte 82 500 Euro zu. Gefördert wurde der Film vom Österreichischen Filminstitut und von Filmstandort Austria. Das Filminstitut unterstützte die Herstellung mit 230.000 €, was 60 % der Gesamtkosten entspricht.
Der Film wurde an 60 Drehtagen zwischen August 2016 und Mai 2018 in Österreich gedreht.
Er feierte am 25. Februar 2020 auf der Berlinale Weltpremiere in der Sektion Panorama Dokumente.

## Titel
Der internationale Titel lautet Running on Empty. Der Alternativtitel ist Wolkenkratzerin.

## Auszeichnungen
Bei der Berlinale 2020 war Jetzt oder morgen für den Berlinale Dokumentarfilmpreis nominiert. Er kandidierte auch für den Panorama Publikumspreis.